# Jacob Kornerup
Jacob Kornerup,  född den 19 november 1825 i Roskilde, död den 9 mars 1913, var en dansk målare och författare, far till Ebbe Kornerup.
Kornerup började som arkitekturmålare, men ägnade sig sedermera åt studiet av danska konstminnen från forntiden och medeltiden, särskilt åt kyrklig konst. Han upptäckte och restaurerade många väggmålningar i danska kyrkor och inlade särskilt stora förtjänster om Roskilde domkyrkas restaurering. 
Bland hans skrifter märks studier om Gumløse Kirke i Skaane (1866), Om den tidligere Middelalders Trækirker (1869), ett omfattande verk om Kongehøiene i Jellinge (1875), ett annat stort verk om Roskilde Domkirke (1877) samt uppsatser i det av Høyen med flera utgivna "Danske Mindesmærker", i "Aarbøger for nordisk Oldkyndighed og Historie" och i "Kunstens historie i Danmark", redigerad av Karl Madsen. Kornerup hade professors titel.

## Utmärkelser
- Ingenio et arti,  1861[5]
- Riddare av Dannebrogorden,  1877[4]
- Dannebrogsmännens hederstecken,  1892[6]

[Redigera Wikidata]